# Rdeča vozlasta mravlja
Rdeča vozlasta mravlja (znanstveno ime Myrmica rubra) je vrsta mravelj, ki je razširjena po celotni Evropi, pa tudi po delih Severne Amerike in Azije. Prisotna je tudi v Sloveniji.

## Opis
Rdeča vozlasta mravlja ima rdeče obarvano telo z nekoliko temnejšo glavo. Gnezda si ustvarijo pod kamni, podrtimi drevesi in v zemlji, kjer ustvarijo kolonijo. Gre za agresivno vrsto mravelj, ki napada z grizenjem, nima pa sposobnosti brizganja mravljinčne kisline, kot to lahko storijo mravlje iz rodu Formica.
Delavke so rumenkasto rjave barve, dolge od 3,5 do 5,5 mm. Imajo gladek in sijoč čelni trikotnik in subspinalna področja; dolga in vitka antenalna stebla. |Matice so podobne delavkam z večjim prsnim košem za shranjevanje mišic kril. Običajno so dolge od 5,5 do 7,0 mm. Čeprav je to še vedno nekoliko neznano, velja, da obstaja še ena reproduktivna oblika, imenovana mikrorubra, za katero so prej verjeli, da je družbeni parazit M. rubra. Te matice so manjše velikosti in so bolj primerljive z delavkami. Samci imajo temnejšo barvo telesa v primerjavi z maticami in delavkami. Na golenicah in tarzah členonožcev imajo dolge štrleče dlake, zato jih je to najlažji način, da jih ločite od M. ruginodis.

## Obnašanje
Kolonije te mravlje imajo poligino obliko in lahko vključujejo do sto matic na gnezdo. Te matice se bodo po poročnem letu zbrale, oblikovale gnezdo in vanj odložile jajca. Vrsta je tudi polidomna, z veliko gnezdišči na posamezno kolonijo. Matice lahko živijo do petnajst let. Svatbeni leti običajno potekajo od konca julija do sredine avgusta v Evropi. Na stotine mladih matic in samcev se povzpne v zrak, da se parijo. Nato samci poginejo in matice odvržejo krila, da ustvarijo novo kolonijo. Pri tej vrsti, kjer živi v Severni Ameriki, še niso opazili svatbenih letov, pa so bili paritveni roji samo samcev zabeleženi na [nova Funlandija|[Novi Fundlandiji]].
Poleg običajnih matic (makrogin) ima M. rubra tudi mikrogino kasto. Te matice so manjše v primerjavi z makrogino in so prej veljale za drugo vrsto socialni parazit (M. microrubre). Novejše analize DNK kažejo, da si delijo genski sklad z makrogino in zato niso drugačna vrsta. Čeprav vloge teh mikrogin še niso povsem razumljene, jih pogosto najdemo v gnezdih z običajnimi maticami in velja, da gre za obliko intraspecifičnega parazitizma, kjer je mikrogina socialni parazit večje makrogine.Mikrogine so znane tudi kot alternativna reproduktivna morf in so ustanovile lastne kolonije.
Mravlje raziskujejo okolico svojega gnezda in iščejo materiale, tako rastlinske kot živalske, za hranjenje svojih kolonij. Ko pogrebniki najdejo trupla, jih poberejo in hitro odnesejo stran od gnezda do 3 m stran. Lokacije izbirajo naključno, zato ta vrsta ne ustvarja pokopališč.